# Neophaenognatha richteri
Neophaenognatha richteri är en skalbaggsart som beskrevs av Ohaus 1909. Neophaenognatha richteri ingår i släktet Neophaenognatha och familjen Aclopidae. Inga underarter finns listade i Catalogue of Life.